# في ظلال القرآن
في ظلال القرآن المعروف بالظلال هو كتاب من كتب تفسير القرآن ألفه سيد قطب إبراهيم حسين الشاذلي المعروف بسيد قطب (9 أكتوبر 1906م - 29 أغسطس 1966م) وقسمه إلى ثلاثين جزءا حسب تقسيم أجزاء القرآن وبنفس الترتيب. وطبع عدة مرات في مجلدات. يصنف كتاب التفسير «في ظلال القرآن» ضمن التفاسير بالمأثور، ولقد جمع بين الجانب التحليلي والبلاغي والأدبي الاجتماعي، ويصنف كذلك من بين التفاسير الموضوعية، حيث يهتم بالوحدة الموضوعية للسورة. «وذلك بالكلام عن السورة ككل، من ناحية أغراضها العامة والخاصة، مع ربط موضوعاتها، بعضها ببعض، حتى تبدو السورة، وهي في منتهى التناسق والإحكام، وكأنها عقد من لؤلؤ منظوم في غاية الإبداع». ويعد سيد قطب من أبرز من اهتم بهذه الناحية، بصورة لم يسبق إليها، ولم يقاربه فيها أحد إلى الآن....

## طبعاته
- طبعته الأولى كتبها تحت ظروف قاسية وتعذيب شديد خلال وجوده في السجن الانفرادي. ولم يكن كتابه في طبعته الأولى يحمل الطابع الرسمي للتفسير، ولكنها وقفات عقل متدبر، وقلب حي، ووجدان مرهف أمام القرآن، يلتمس عظمته، ويجلي إعجازه، ويبين حقائقه، وينبه على مقاصده، وإن تغير ذلك في الأجزاء الأخيرة (وفي الطبعة الثانية).
- طبعته الثانية كتبها بعد خروجه من السجن حيث تراجع عن عدد من أخطاءه (خاصة في موقفه السلبي من بعض الصحابة) وصحح الكثير من العبارات، وأعاد صياغة كتابه متأثراً بتفسير ابن كثير ليطرح المواضيع الفقهية بشكل أعمق من ذي قبل. وفي الطبعة الثانية للأجزاء الأولى، فقد بدأ يهتم بالجانب التفسيري، حيث أفرغ خلاصة تفسير ابن كثير في «ظلاله». لكنه اعتقل مجدداً قبل أن يقوم بإعادة تنقيح كل التفسير. لذلك بقيت الأجزاء الأخيرة كما هي.
- طبعته الشرعية الأولى: ظهرت الطبعة الشرعية الأولى بعد 6 طبعات غير شرعية سابقة لـ تفسير القرآن "في ظلال القرآن" في ستة مجلدات من الحجم الكبير، عن "دار الشروق" في السنة 1398 هـ / 1978 م. وللطبعة هذه أهمية إذ تتضمن إضافات وتنقيحات تركها المؤلف ونشرت لأول مرة بعد موته، وتضمنت كذلك مراجعة شاملة والتصويب الدقيق لما كان في الطبعة الأصلية - التي صورت عنها الطبعات غير المشروعة - من أخطاء في الآيات القرآنية والتفسير.
وقدم هذه الطبعة محمد قطب أخو "سيد قطب" في هذه الكلمات الوجيزة: "في ظلال القرآن"..الكتاب الذي عاشه صاحبه بروحه وفكره وشعوره وكيانه كله..وعاشه لحظة لحظة، وفكرة فكرة، ولفظة لفظة..وأودعه خلاصة تجربته الحية في عالم الإيمان..لقد آن له أن يأخذ وضعه الطبيعي في يد ناشر أمين..يقدر أنه ناشر فكر قبل أن يكون جامع مال..وأن نشر الفكر رسالة عليا وليس انتهازية طامعة..فلتكن هذه الطبعة المشروعة الصادرة عن دار الشروق..بعد طول التطواف في طبعات غير مشروعة..فلتكن في ثوبها الجديد هذا..تحية منا في رحلتنا العابرة على الأرض..إلى المؤلف الشهيد..". ا.هـ [2]

نسخة دار الأصول العلمية التي صدرت سنة 2019 لكتاب الظلال.

- الطبعة الشرعية الثانية: أصدرت دار الأصول العلمية سنة 2019 طبعة شرعية جديدة للكتاب في 6 مجلدات، وتم فيها تصحيح التصحيفات والأخطاء المطبعية في الطبعات السابقة، وإضافة تخريج الأحاديث، ووضعوا مقدمة تناولت ما تعرض له المؤلف وأقوال العلماء في ذلك.[3]

## ترجماته
ترجم كتاب التفسير «في ظلال القرآن» إلى عدة لغات: فظهرت ترجمة للكتاب باللغة الإنجليزية، والفرنسية، والألمانية، والأردية، والتركية، واللغة الإندونيسية، والفارسية، والبنغالية. فتمّت ترجمة المجلدات الأولى إلى الفارسية بواسطة المرشد الأعلى للثورة الإسلامية في إيران آية الله السيد علي الخامنئي.

## الحياة في ظلال القرآن
وإليك الحياة في ظلال القرآن كما عاشها سيد قطب ويقدم بها في ظلال القرآن، نجتزء منها هذا المقطع: 
- الحياة في ظلال القرآن نعمة. نعمة لا يعرفها إلا من ذاقها. نعمة ترفع العمر وتباركه وتزكيه. والحمد لله.. لقد منَّ علي بالحياة في ظلال القرآن فترة من الزمان، ذقت فيها من نعمته ما لم أذق قط في حياتي. ذقت فيها هذه النعمة التي ترفع العمر وتباركه وتزكيه.
- لقد عشت أسمع الله - الله - يتحدث إلي بهذا القرآن.. أنا العبد القليل الصغير.. أي تكريم للإنسان هذا التكريم العلوي الجليل؟ أي رفعة للعمر يرفعها هذا التنزيل؟ أي مقام كريم يتفضل به على الإنسان خالقه الكريم؟
- وعشت - في ظلال القرآن - أنظر من علو إلى الجاهلية التي تموج في الأرض، وإلى اهتمامات أهلها الصغيرة الهزيلة.. أنظر إلى تعاجب أهل هذه الجاهلية بما لديهم من معرفة الأطفال، وتصورات الأطفال، واهتمامات الأطفال.. كما ينظر الكبير إلى عبث الأطفال، ومحاولات الأطفال. ولثغة الأطفال.. وأعجب.. ما بال هذا الناس؟! ما بالهم يرتكسون في الحمأة الوبيئة، ولا يسمعون النداء العلوي الجليل. النداء الذي يرفع العمر ويباركه ويزكيه؟
عشت أتملى - في ظلال القرآن - ذلك التصور الكامل الشامل الرفيع النظيف للوجود.. لغاية الوجود كله، وغاية الوجود الإنساني.. وأقيس إليه تصورات الجاهلية التي تعيش فيها البشرية، في شرق وغرب، وفي شمال وجنوب.. وأسأل.. كيف تعيش البشرية في المستنقع الآسن، وفي الدرك الهابط، وفي الظلام البهيم وعندها ذلك المرتع الزكي، وذلك المرتقى العالي، وذلك النور الوضيء؟
- وعشت - في ظلال القرآن - أحس التناسق الجميل بين حركة الإنسان كما يريدها الله، وحركة هذا الكون الذي أبدعه الله.. ثم أنظر.. فأرى التخبط الذي تعانيه البشرية في انحرافها عن السنن الكونية، والتصادم بين التعاليم الفاسدة الشريرة التي تملى عليها وبين فطرتها التي فطرها الله عليها. وأقول في نفسي: أي شيطان لئيم هذا الذي يقود خطاها إلى هذا الجحيم؟ يا حسرة على العباد !!!
- وعشت - في ظلال القرآن - أرى الوجود أكبر بكثير من ظاهره المشهود.. أكبر في حقيقته، وأكبر في تعدد جوانبه.. إنه عالم الغيب والشهادة لا عالم الشهادة وحده. وإنه الدنيا والآخرة، لا هذه الدنيا وحدها.. والنشأة الإنسانية ممتدة في شعاب هذا المدى المتطاول كله إنما هو قسط من ذلك النصيب. وما يفوته هنا من الجزاء لا يفوته هناك. فلا ظلم ولا بخس ولا ضياع. على أن المرحلة التي يقطعها على ظهر هذا الكوكب إنما هي رحلة في كون حي مأنوس، وعالم صديق ودود. كون ذي روح تتلقى وتستجيب، وتتجه إلى الخالق الواحد الذي تتجه إليه روح المؤمن في خشوع: ولله يسجد من في السماوات والأرض طوعا وكرها وظلالهم بالغدو والآصال .. تسبح له السماوات السبع والأرض ومن فيهن، وإن من شيء إلا يسبح بحمده .. أي راحة، وأي سعة وأي أنس، وأي ثقة يفيضها على القلب هذا التصور الشامل الكامل الفسيح الصحيح؟
- وعشت - في ظلال القرآن - أرى الإنسان أكرم بكثير من كل تقدير عرفته البشرية من قبل للإنسان ومن بعد.. إنه إنسان بنفخة من روح الله: فإذا سويته ونفخت فيه من روحي فقعوا له ساجدين .. وهو بهذه النفخة مستخلف في الأرض: وإذ قال ربك للملائكة: إني جاعل في الأرض خليفة.. وسخر له كل ما في الأرض: وسخر لكم ما في الأرض جميعا.. ولأن الإنسان بهذا القدر من الكرامة والسمو جعل الله الآصرة التي يتجمع عليها البشر هي الآصرة المستمدة من النفخة الإلهية الكريمة. جعلها آصرة العقيدة في الله.. فعقيدة المؤمن هي وطنه، وهي قومه، وهي أهله.. ومن ثم يتجمع البشر عليها وحدها، لا على أمثال ما تتجمع عليه البهائم من كلأ ومرعى وقطيع وسياج !..
- والمؤمن ذو نسب عريق، ضارب في شعاب الزمان. إنه واحد من ذلك الموكب الكريم، الذي يقود خطاه ذلك الرهط الكريم: نوح وإبراهيم وإسماعيل وإسحاق، ويعقوب ويوسف، وموسى وعيسى، ومحمد.. عليهم الصلاة والسلام.. وإن هذه أمتكم أمة واحدة وأنا ربكم فاتقون.. هذا الموكب الكريم، الممتد في شعاب الزمان من قديم، يواجه - كما يتجلى في ظلال القرآن - مواقف متشابهة، وأزمات متشابهة، وتجارب متشابهة على تطاول العصور وكر الدهور، وتغير المكان، وتعدد الأقوام. يواجه الضلال والعمى والطغيان والهوى، والاضطهاد والبغي، والتهديد والتشريد. ولكنه يمضي في طريقه ثابت الخطو، مطمئن الضمير، واثقا من نصر الله، متعلقا بالرجاء فيه، متوقعا في كل لحظة وعد الله الصادق الأكيد: وقال الذين كفروا لرسلهم لنخرجنكم من أرضنا أو لتعودن في ملتنا. فأوحى إليهم ربهم لنهلكن الظالمين، ولنسكننكم الأرض من بعدهم. ذلك لمن خاف مقامي وخاف وعيد.. موقف واحد وتجربة واحدة. وتهديد واحد. ويقين واحد. ووعد واحد للموكب الكريم.. وعاقبة واحدة ينتظرها المؤمنون في نهاية المطاف. وهم يتلقون الاضطهاد والتهديد والوعيد..

## من مزايا التفسير «في ظلال القرآن»
لقد عاش سيد قطب «في ظلال القرآن»، لمدة 25 سنة كما ذكر ذلك هو نفسه في تفسيره... بعد استكمال حفظ كتاب الله واستظهاره، ودراسة عشرات التفاسير التي يحيل عليها أحياناً وينتقدها تارة أخرى. والدارس لتفسير «في ظلال القرآن» يقف ولا شك على ما يمتاز به هذا التفسير عن سواه. فهو ينفرد بمزايا خاصة كثيرة يطول استعراضها بالبيان في هذا السياق، نذكر منها: مقدمات السور وتلخيص موضوعاتها ومضمون كل منها تحليلا، مع إبراز طابع كل سورة وشخصيتها وظلها الخاص بها، وحكمة ترتيب آياتها ومقاطعها، والإيقاع الموسيقي لتلك المقاطع وتغيير القافية بحسب السياق ودوره في التبشير أو النذير والوعد أو الوعيد، الخ... والوقوف على المكي منها المصطبغ بالتركيز على عقيدة التوحيد الصحيحة، ثم المدني منها المبين لأحكام الشريعة بعد قيام دولة الإسلام على يدي رسول الله صلى الله عليه وسلم بالمدينة المنورة، وإلى غير ذلك من الأمور ومظاهر التصوير الفني في القرآن، والبلاغة والإعجاز، مع توظيف أسباب النزول، والناسخ والمنسوخ، والمتشابه والمحكم وشتى علوم القرآن، والحقائق العلمية الحديثة والتاريخية التي تواكب النص القرآني بدون تعارض. وأسرار القرآن وعجائبه لا يمكن إحصاؤها واحتواؤها، فينفد البحر تلو البحر حِبراً يُكتب ولن تنفد كلمات الله عبر العصور والأمصار. هذا من حيث الشكل، أما من حيث المضمون : فمنهج سيد قطب صارم، بالتقيد في التفسير بالمأثور والرجوع إلى السنة والنصوص الثابتة رواية، والمرفوعة إلى رسول الله صلى الله عليه وسلم. فيشعر القارئ بمدى الاحتراز والحذر الذي يبديه مثلا من الإسرائيليات، التي يأسف لتسربها لكتب التفسير قديمها وحديثها على جلال قدرها. فيعرض عن الروايات التي «يشم» منها أساطير التوراة المحرفة، ولا يجاري باقي المفسرين بإقحامها في تفسيره الذي أراده الله أن يكون خالصاً للناهلين، خالصاً مخلصاً من تلك الإسرائيليات التي تسربت لجل كتب التفسير، بأسلوب ممتع سلسٍ، ويُخرج لنا من بطون المجلدات الست من تفسيره رحيقاً مختوماً وشراباً سائغاً للشاربين. وما هو إلا فتح من الله عليه وعلى من استفاد من تفسيره للذكر الحكيم. وقد كان يمر بالآية ويقول بكل تواضع أنه استعصى عليه فهمها، فيفتح عليه بفهم من العلم اللدني، فيتداركها بالشرح في الطبعة اللاحقة من تفسيره... وهذا إن هو إلا غيض من فيض فقط...

## أقرأ أيضًا
| - سيد قطب - التيار القطبي - سلفية جهادية - توحيد الحاكمية - الولاء والبراء | - الجاهلية المعاصرة (نظرية) - دار الإسلام ودار الكفر - تفسير الطبري - تفسير ابن كثير - تفسير السعدي | - محمد بن جرير الطبري - ابن كثير - التفسير الموضوعي (تفسير) - علم التفسير - كتب التفسير |

## وصلات خارجية
- تفسير في ظلال القرآن لسيد قطب، على مكتبة إسلام ويب.
- خواتيم الكتب، في ظلال القرآن في الميزان، صلاح بن عبد الفتاح الخالدي نسخة محفوظة 7 مايو 2016 على موقع واي باك مشين.، موقع الدرر السنية.
- كتاب في ظلال القرآن، على المكتبة الشاملة.
- تطبيق في ظلال القرآن، على بلاي ستور.
- في ظلال القرآن، موقع قصة الإسلام، راغب السرجاني.

### كتب
- مقاربة لمنهج سيد قطب في تفسيره - الدكتور أمل بن إدريس بن الحسن العلمي (أستاذ جامعي من فاس). (مخطوط).